# Masiakasaurus
Masiakasaurus is een geslacht van uitgestorven vleesetende theropode dinosauriërs behorend tot de groep van de Abelisauroidea dat in het Laat-Krijt leefde in het gebied van het huidige Madagaskar.

## Naamgeving en vondst
In de veldseizoenen 1993, 1995, 1996, 1998 en 1999 werden bij het dorp Berivotra beenderen van kleine theropoden opgegraven. Ze werden geprepareerd door V. Heisy.
De typesoort Masiakasaurus knopfleri is in 2001 in Nature benoemd en beschreven door de Canadese paleontoloog Scott Sampson en verder Matthew T. Carrano en Catherine A. Forster. De geslachtsnaam is afgeleid van het Plateaumalagasi: masiaka betekent 'venijnig' in het plaatselijke Maleis. De soortaanduiding eert gitarist Mark Knopfler van de rockgroep Dire Straits omdat er tijdens de opgraving veel naar zijn muziek geluisterd werd.

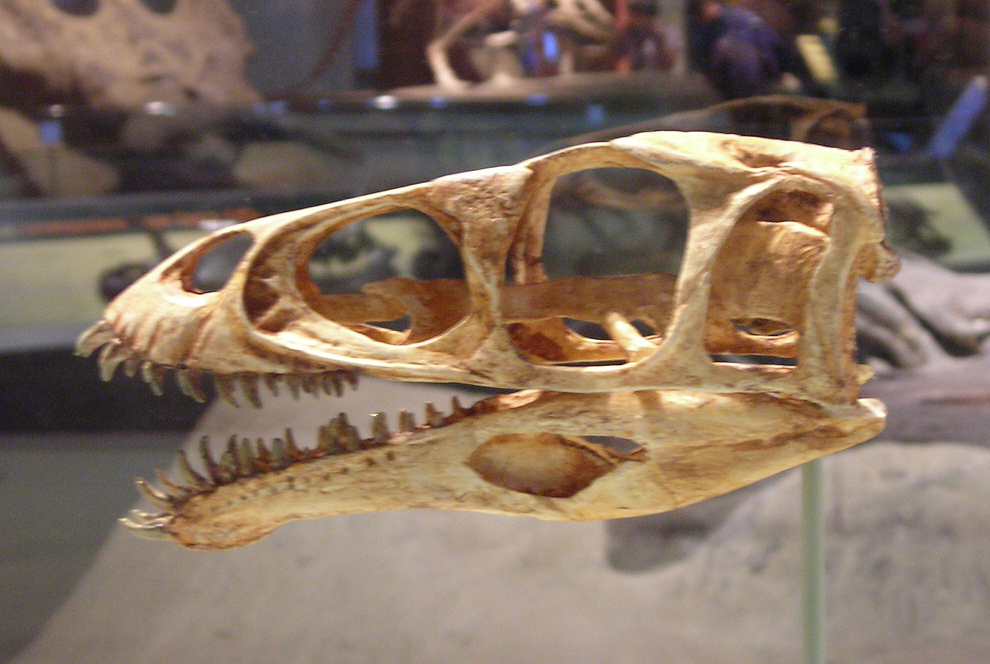
Een gereconstrueerde schedel

Van Masiakasaurus was ten tijde van de naamgeving ongeveer veertig percent van het skelet teruggevonden in de Maevaranoformatie die dateert uit het Maastrichtien. Het holotype is UA 8680, een dentarium van de rechteronderkaak. Een honderdtal andere specimina waren de paratypen. Ze omvatten botten van de schedel, de hele wervelkolom, de voorpoten, het bekken en de achterpoten. Deze waren gevonden op een oppervlakte van slechts drie vierkante meter en vertegenwoordigen minstens zes individuen. In 2002 werd de osteologie van het dier meer in detail beschreven waarbij weer een aantal losse botten aan de soort werden toegewezen. Later zouden tijdens opgravingen die tot en met 2007 duurden nog vele tientallen kleinere fragmenten gevonden worden zodat in 2011 een vervolgstudie kon melden dat vijfenzestig procent van de skeletelementen bekend was. Sommige botten bleken in 2001 echter fout geïdentificeerd te zijn geworden of zelfs van andere soorten afkomstig. De vondsten omvatten mede twee gedeeltelijke skeletten zonder schedel: FMNH PR 2481, een volwassen individu, en FMNH PR 2485, een jong exemplaar. De tanden werden speciaal beschreven in 2007.

## Beschrijving

### Grootte en onderscheidende kenmerken

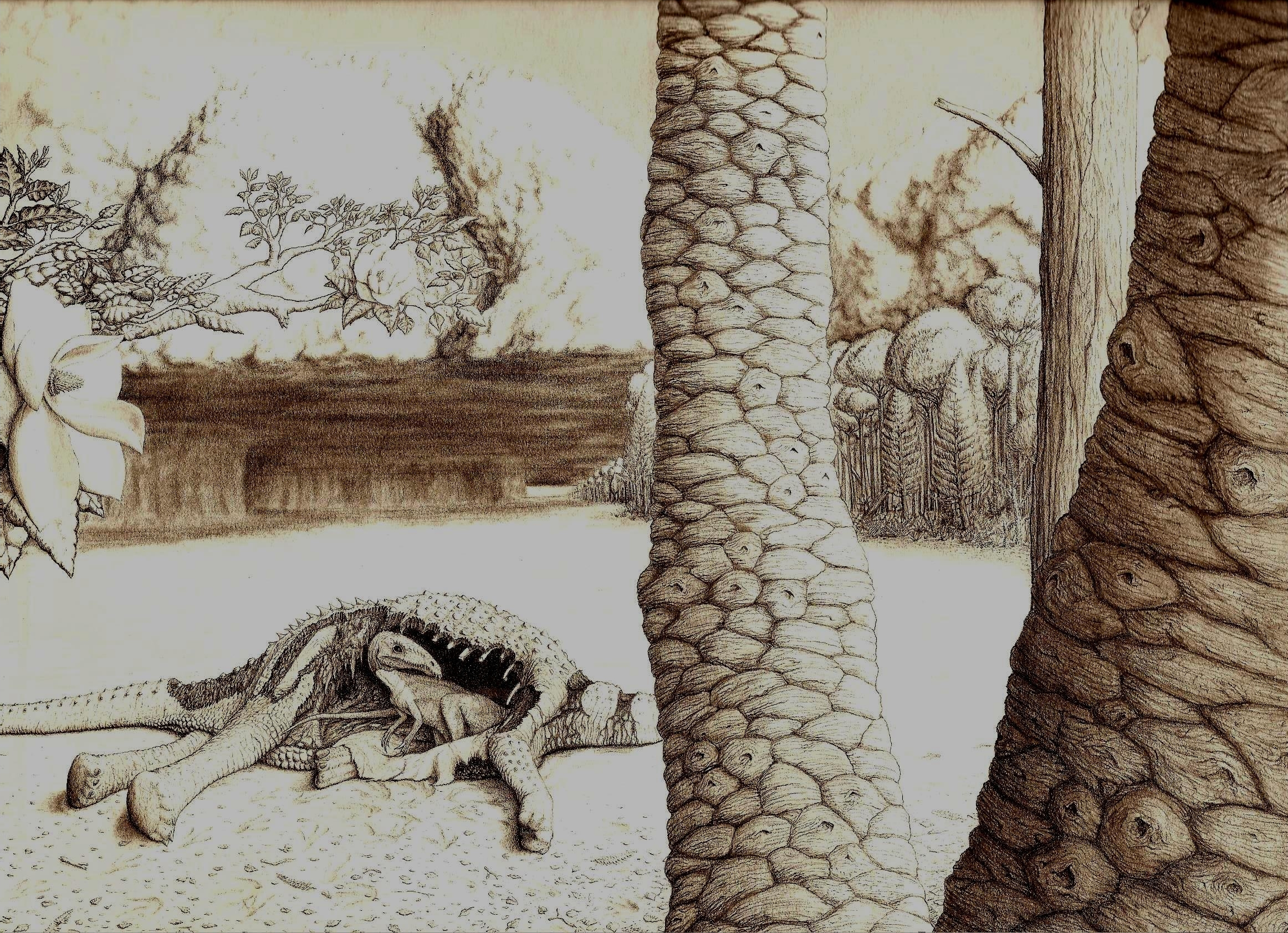
Masiakasaurus in het karkas van een titanosauriër

Masiakasaurus is een vrij klein dier, zo'n 1,8 tot 2,2 meter lang. In 2010 schatte Gregory S. Paul het gewicht van een masiakasaurus van twee meter lengte op twintig kilogram.
In 2002 werden verschillende onderscheidende kenmerken vastgesteld die betrekking hadden op het holotype, dus het dentarium van de onderkaak. De vier voorste dentaire tanden hellen naar voren. De eerste tand maakt een hoek van achttien graden met het horizontale vlak, iets schuin naar boven stekend, en is gevat in een tandkas die onder het niveau ligt van de onderkant van de achterkant van het dentarium. De eerste dentaire tandkas is groot en naar beneden uitgebreid, naast een lange symfyse liggend. De dentaire tanden zijn sterk heterodont: de eerste vier tanden zijn licht lepelvormig en langgerekt, eindigend in een tandspits dat haakvormig naar achteren kromt; de voorste dentaire tanden hebben beide snijranden, licht gekarteld, aan de achterzijde liggen; meer achterste tanden hebben een conventionele afgeplatte dolkvorm met een enkelvoudige gekartelde achterrand.

### Skelet

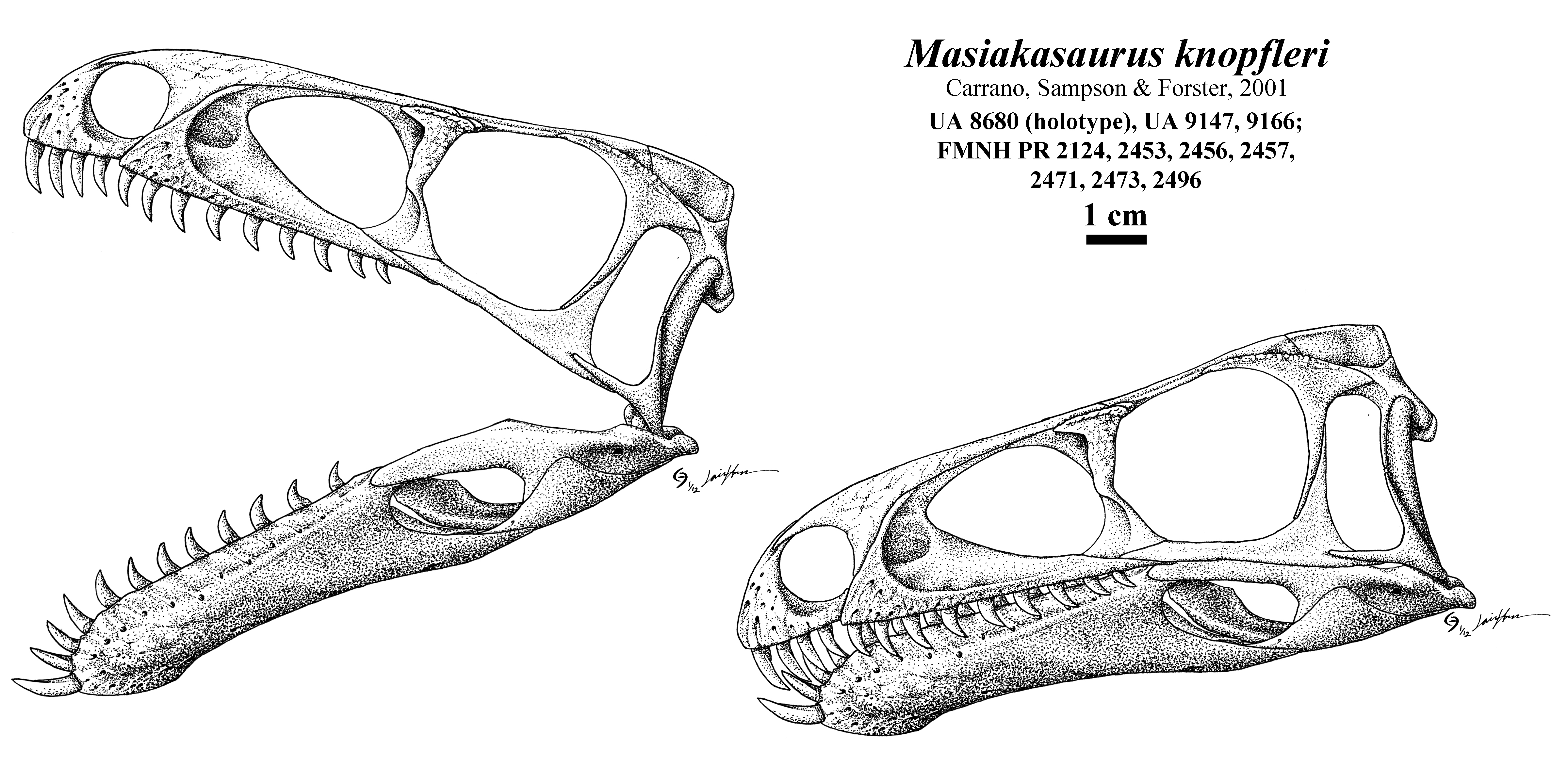
Een diagram van de schedel door Jaime Headden

De schedel als geheel is tamelijk lang en plat, afwijkend van de typische verkorting bij de abelisauroïden. Het bovenkaaksbeen heeft een scherpe opstaande rand als voorste begrenzing van de uitholling rond de fenestra antorbitalis. Die uitholling wordt vooraan niet doorboord door extra openingen, dus een fenestra maxillaris en een fenestra promaxillaris ontbreken. Wel is er een verdiepende groeve. De voorste tak is erg kort. De binnenzijde heeft een diepe lengtegroeve. Het bovenkaaksbeen draagt minsten zeven tanden en naar schatting tien. Deze tanden hebben de voor theropoden normale dolkvorm, hoewel de voorste wel naar voren hellen. De dentaalplaten zijn glad en laag.
De soort is vooral opmerkelijk door de unieke vorm van de tanden in de onderkaak. Er staan er tien tot twaalf van in het dentarium. Die zijn niet plat en gespecialiseerd in het toebrengen van wonden, zoals bij de andere theropoden, maar meer kegelvormig en de voorste vier waaieren aan de voorkant van de kaak sterk naar voren uit, zodat ze een grijpinstrument vormen om vissen te vangen, zoals men ook wel bij sommige soorten pterosauriërs ziet. De voorkant van beide onderkaken — die zijn bij reptielen vaak niet tot één geheel vergroeid — is daarbij naar beneden gekromd, een versmallende schepvormige structuur vormend, wat dit effect nog versterkt. De uiterste tanden daar zijn sterk verlengd en steken recht naar voren onder een hoek van tien graden met het horizontale vlak. Bij de tweede tand is de hoek twintig graden en bij de derde tand vijfendertig graden. De voorste drie tanden maken ook een zijwaartse hoek van tien graden. De kegelvorm is niet perfect maar ontstaat doordat de voorste snijrand naar achteren is verschoven zodat overdwars een D-vormig profiel gevormd zou worden, ware het niet dat de achterzijde van de tand toegeknepen wordt tot een vrij scherpe punt in bovenaanzicht. Vooral bij de gepaarde eerste tanden is dit effect sterk want ze zijn het grootst en door hun ligging vooraan draait de binnenzijde naar achteren en kan zo flink uitdijen. De tandkassen van het eerste tandenpaar raken elkaar bijna. Deze tanden zijn tamelijk recht in hun onderste helft, krommen dan iets bollend naar voren en buiten, zodat aan de binnenzijde/achterzijde een hol profiel met lengtegroeven ontstaat en zetten deze kromming dan voort in het spits dat zo naar achteren buigt als een scherpe haak. De wortels van de eerste tanden vormen een horizontale verdikking onder de symfyse. Naar achteren in de reeks gaan deze tanden geleidelijk over in de normale dolkvorm.
De achterkant van het dentarium van de onderkaak toont een holle curve die wijst op een groot zijvenster. Boven dit venster steken drie uitlopers van het dentarium naar achteren, de voorste tak van het surangulare omvattend. De tandrij loopt tot vlak bij dit contact door.
De nek is matig lang. De halswervels hebben op hun voorste helft zeer korte lage doornuitsteeksels en lange in bovenaanzicht V-vormige gepaarde achterste gewrichtsuitsteeksels. De nekbasis is opvallend recht met een zeer geleidelijke overgang in vorm tussen de halswervels en de ruggenwervels. Pneumatisering beperkt zich tot de wervelbogen van de nek en de voorste romp. De romp is vrij smal. Er zijn zes sacrale wervels. De beschrijvers hebben aanwijzingen gevonden dat de staartwervels aparte staartribben hebben, hoewel die bij andere Theropoda ontbreken.
De armen zijn relatief lang maar de handen in grootte gereduceerd. Beide kenmerken zouden te verklaren zijn als aanpassingen aan een vissende levenswijze. Het opperarmbeen is recht met een bolle kop die duidelijk afstaat van de deltopectorale kam. Het dijbeen is sterk gebogen en heeft aan de onderste binnenzijde en krachtige beenstijl. Het scheenbeen is lang en slank. Bovenaan heeft het een krachtige crista cnemialis die naar voren en bezijden buigt. Onderaan raakt het scheenbeen het hielbeen. Het sprongbeen heeft een platte rechthoekige opgaande tak die aan de buitenrand met het kuitbeen vergroeid is.

## Fylogenie
Masiakasaurus werd in 2001 in de Abelisauroidea geplaatst. Een plaatsing in de Noasauridae werd toen gesuggereerd maar niet formeel gesteld.

## Levenswijze
In 2001 stond men voor een raadsel waaruit het voedsel van Masiakasaurus bestond. Een dergelijk mate van heterodontie, verschillen van tandvorm in één individu, had men bij theropoden nog niet waargenomen. Men vergeleek het gebit met dat van insectenetende buideldieren uit de Caenolestidae welke zulke tanden gebruiken om hun prooi te grijpen.